# Francisco "Panchillo" Ramírez
Francisco Ramírez Zavala, (9 de marzo, de 1928 en Río Verde, San Luis Potosí, - 4 de febrero del 2015 en Río Verde, S.L.P.) Le decían el pitcher de "Mano de Bruja" por la forma de su extremidad. Se inició en el béisbol de aficionados a los 18 años de edad. Fue pitcher derecho. Ingresó a la Liga Mexicana de Beisbol en 1950 con el club San Luis. Alineó también con los Diablos Rojos del México, Sultanes de Monterrey y Charros de Jalisco, finalizando con 184 victorias y 161 derrotas con una efectividad de 3.69, en 17 campañas. Estuvo en la  Liga Arizona - México. y Liga Mexicana del Pacífico. Ingresó al Salón de la Fama del Béisbol Profesional de México en 1982.

## Sus primeros años.
De niño se cayó del techo de su casa, y sufrió daños en la muñeca derecha, por lo que uno de los hueso creció afuera, pero son causar problemas de movilidad. Esa es la razón por lo que su mote de “Mano de bruja”. A los 18 años formó parte del seleccionado de México como lanzador, que compitió en la Serie Mundial Amateur de Béisbol de 1948 en Managua, Nicaragua. En 1949 jugó con el equipo Ébano, en la Liga del Golfo, bajo las órdenes de José Luis "Chile" Gómez.

## Liga Arizona. EU. – México
En la Liga Arizona – México, alineó con el equipo Mexicali en 1953, 54 y 55. En 1953, tuvo un récord de 9-3. El ´54 fue el pícher campeón de la liga de Arizona con Águilas de Mexicali para 18-9 y 3.51 de efectividad. Los Cardenales de San Luis lo contrataron y enviaron a los Búfalos de Houston en 1955. Jugó con ellos un partido, pero no continuó con Houston y se devolvió a Mexicali para ser pitcher campeón en la Liga Arizona-México.

## Liga Mexicana de Béisbol
Debutó en 1950 con los Tuneros de San Luis Potosí, con récord de 13-10 con 3.84 en 39 partidos. Lucharon por el campeonato, perdiendo el juego final contra los Azules de Veracruz.
En 1952 llegó a los Diablos Rojos del México con 10-17. Continuó con ellos y su mejor temporada en la Liga Mexicana de Béisbol fue en 1956, cuando sumó 20 victorias por sólo 3 derrotas y un promedio de efectividad de 2.25 en carreras limpias admitidas en 25 juegos de los 41 que tomó parte. En 1956 por única ocasión en la historia de la liga que se ganó la Triple Corona de Bateo y picheo el mismo año y con el mismo equipo, los ganadores fueron Alonso Perry en bateo; y Francisco "Panchillo" Ramírez en picheo ambos jugadores de Diablos Rojos del México. Estuvo hasta 1961 con ellos.
En 1958, con los Diablos Rojos del México, le ganó a los Piratas de Pittsburgh en un juego de exhibición en la capital del país, por 5-4 en el Parque del Seguro Social, aunque estuvo a un strike de blanquearlos.
Luego fue parte de los Sultanes de Monterrey, de 1961 a 1966. En 1962 alzó el título regio con Clemente 'Sungo' Carrera, como manejador, y estrellas como Alonso Perry, Vinicio García, Alfredo 'Yaqui' Ríos, Héctor Espino, Alfonso 'Gallina' Peña, entre otros peloteros.
Fue elemento importante de los Charros de Jalisco en 1968 y en 1967 obtuvieron el gallardete con Memo Garibay como timonel. 'Panchillo' ganó 12 juegos y completó 14 con 2.75 en carreras limpias.
En 1969 se fue con los Piratas de Campeche y el ´70 volvió con los Diablos Rojos

## Liga Mexicana del Pacífico
En la Liga Mexicana del Pacífico, ganó 107 partidos y fue derrotado en 83. Jugó con los Cañeros de Los Mochis, Mayos de Navojoa y Venados de Mazatlán. Su mejor temporada en la Liga de invierno fue en 1966-67, con 15 juegos ganados y 4 perdidos.

## Premios y reconocimientos
- En 1950 fue designado "Novato del Año" con marca de 3-5 y un bajo promedio de carreras limpias admitidas: 2.67.
- Le apodaron como honor “El Conde” Ramírez.
- Aparece en varios récords de los circuitos de verano e invierno, destacando un juego sin hit ni carrera en la temporada 53-54, contra el equipo Guadalajara de la Liga del Pacífico.
- Fue un gran lanzador derecho, quien ganó la Triple Corona de Picheo (campeón en ganados y perdidos, campeón de efectividad y campeón de ponchados) con marca de 20-3, 2.25 de efectividad y 148 ponches.
- Ganó los títulos con Mexicali dos veces y con Diablos Rojos (1956), con quienes fue el primer campeón de la historia del equipo en 1956, con marca de 20-3, 2.25 de efectividad y 148 ponches.
- También fue campeón de la temporada 1961con Sultanes y luego con los Charros en 1967 con 12-4 y 2.75 en carreras limpias.
- Francisco Panchillo Ramírez ingresó al Salón de la Fama del Béisbol Mexicano en 1982, junto a Bill Wright, Manuel Echeverría, Mario Ariosa y Horacio López Díaz.[3]

Falleció en su natal San Luis Potosí, a la edad de 86 años.